# Žiganja vas
Žiganja vas je naselje u slovenskoj Općini Tržiču. Žiganja vas se nalazi u pokrajini Gorenjskoj i statističkoj regiji Gorenjskoj. 

## Stanovništvo
Prema popisu stanovništva iz 2002. godine naselje je imalo 435 stanovnika.